# 吉澤ひとみ
吉澤 ひとみ（よしざわ ひとみ、1985年〈昭和60年〉4月12日 - ）は、日本の元歌手、元タレントで、女性アイドルグループ・モーニング娘。の4期メンバー（第4代目リーダー）。愛称は、よっすぃー、よっちゃん。埼玉県入間郡三芳町出身。身長164cm。
アップフロントエージェンシー（現・アップフロントプロモーション）を経てジェイピィールームに所属していたが、2018年9月28日付を以って芸能界を引退した。

## 略歴
2000年
- 4月、テレビ番組『ASAYAN』内で行われた「モーニング娘。第3回追加オーディション」にて、石川梨華、辻希美、加護亜依とともに合格。この時に番組内で吉澤の教育係として矢口真里がつけられた。
- 5月、『モーニング娘。コンサートツアー春 ダンシング ラブ サイト』日本武道館公演でコンサートデビュー。
- 7月、プッチモニに加入。

2001年
- 10月、13thシングル「Mr.Moonlight 〜愛のビッグバンド〜」で初めてセンターポジションを務めた。

2003年
- 11月、フットサル・ハロプロ選抜チーム（後のGatas Brilhantes H.P.）のキャプテンとなる。
- 12月、当時放送されていた『あなたがいるから、矢口真里』にゲストとして登場し生放送の深夜放送に進出。

2005年
- 1月、当時のリーダー飯田圭織の卒業により、矢口がサブリーダーからリーダーに昇格したことに伴い、第3代サブリーダーに就任。
- 4月、矢口の脱退を受け、急遽4代目リーダーに就任。

2006年
- 1月、アディダス主催のベストジャージスト賞にガッタスが特別賞を受賞。その代表として、石川梨華、藤本美貴とともに表彰式に参加。
- 1月、「Hello! Project 2006 Winter 〜全員集GO!〜」28・29日の2日間限定で2期プッチモニが復活。3期のメンバーと共に「BABY!恋にKNOCKOUT」を披露。
- 4月、なでしこリーグのオフィシャルサポーターに任命。
- 5月、西が丘サッカー場で行われたモックなでしこリーグ2006の開幕戦で始球式を行なう。
- 10月、早稲田大学スポーツ科学部の『トップスポーツビジネスの最前線』と題した講義で特別講師を務める。
- 11月 - 12月、世界バレーのオフィシャルサポーターとなり、小林麻耶アナウンサーが不在時に番組の司会進行を務める。

2007年
- 1月2日、モーニング娘。卒業を発表。
- 1月10日、弟が交通事故に巻き込まれ、翌日に急逝。
- 5月6日、さいたまスーパーアリーナで行われる『モーニング娘。コンサートツアー2007春 〜SEXY 8 BEAT〜』ファイナルで7年間在籍したモーニング娘。を卒業、翌日からソロ活動を開始。
- 7月12日、新ユニット音楽ガッタスを発表。キャプテンに就任。
- 8月、赤十字血液センターの400mL献血キャンペーンガールとしてポスターに掲載。
- 10月、日本サッカー協会が主催運営を担う「JFAこころのプロジェクト」の夢先生（通称：ユメセン）のメンバーに選出。今後は学校を訪問し、スポーツを通じた青少年の育成活動を行なう。

2008年
- 2月、読売新聞の期間限定ブログ「yorimo」の「今月のひと」に選ばれ、「吉澤ひとみ Vamos-la!GATAS（それ行け!ガッタス）」開始。
- 4月、読売テレビ音楽情報番組「わおーん!」でソロ後初めてのレギュラー番組を持ち、トータルテンボスと共にMCを務める。
- 5月 - 6月、TBSで放送する『2008北京オリンピック バレーボール世界最終予選』で石川梨華とともに男子応援キャスターを務める。
- 10月2日にフジテレビ系列で放送された『Run for money 逃走中』にて60分を逃げ切り、宮川大輔とともに54万円を獲得。

2009年
- 1月、埼玉応援団（通称・コバトン応援団）を結成。
- 3月、ハロー!プロジェクトを卒業。翌月よりM-line clubを新ファンクラブとする。
- 11月、自転車市民ロードレース「ツール・ド・ジャパン2009西湖ステージ」にゲスト参加、制限時間内に完走。

2010年
- 11月、石垣島アースライド2010に参加。上級者向け125キロコースを9時間かけて完走。

2011年
- 1月28日、モーニング娘。の卒業メンバーで結成した”ドリームモーニング娘。”に加入。
- 2月27日、東京マラソンに参加、完走。走破タイムは6時間25分59秒。

2013年
- 11月、Vリーグ機構が吉澤ら3人を2013-14のVリーグアンバサダー任命を発表。

2014年
- 4月12日、29歳の誕生日である同日にアメーバブログを開始。
- 11月3日、出身地である三芳町の広報大使に任命（2018年9月5日まで）。

2015年
- 11月22日、婚約中であったIT関係の経営者の一般男性（39歳〈当時〉）と入籍したことを発表した。

2016年
- 7月29日、男児を出産。
- 12月10日、埼玉県警察東入間警察署（ふじみ野市、富士見市、三芳町を管轄）の一日署長に就任。

2017年
- 9月29日、車を運転中に衝突事故を起こし、10月5日のブログで謝罪コメントを発表した。

2018年
- 9月6日、東京都中野区東中野の東京都道317号環状六号線にて、乗用車を飲酒運転して赤信号の交差点に進入し、横断歩道を渡っていた2名をはねる事故を起こしそのまま逃走、その15分後に110番通報し事故現場に戻ったものの、ひき逃げ容疑で警視庁に逮捕された。
- 9月26日、東京地方検察庁により道路交通法違反と自動車運転死傷処罰法違反（過失運転致傷罪）で起訴された。
- 9月27日、東京地裁が吉澤の保釈を認める決定を出した。同日、保釈保証金300万円を納付し、勾留先の原宿警察署から保釈された。
- 9月28日、所属事務所に芸能界引退を申し入れ、ジェイピィールームは専属マネジメント契約を解除したと発表し、同日を以って芸能界引退。
- 11月30日、道路交通法違反などの罪で、東京地裁は、懲役2年執行猶予5年の判決を言い渡した。公判ではアルコール依存症でキッチンドリンカーであったことや、事件後も断酒していないことが明かされた。

2019年
- 11月、東京都内ストレッチ専門店でスタッフにストレッチ術を教えるトレーナーとして働いていることが、女性自身によって報じられる。吉澤は同誌の取材に応じ、事件の反省の意味合いもあり、芸能界復帰の予定はないことを語った。

## 人物
- 「吉」の正確な表記は「𠮷」（「土」の下に「口」、つちよし）である[注 1]。
- 同期は、石川梨華、辻希美、加護亜依（全員、グループを卒業）。
- かつてはハロー!プロジェクトのフットサルチームGatas Brilhantes H.P.（ガッタス ブリリャンチス エイチピー）及び、その選抜メンバーで構成されるユニット・音楽ガッタスで共にキャプテンを務めていた。
- 名前の由来は誕生時に目が大きかったから。当初は"さやか"と命名される予定が、全然"さやか"らしくなかったから[25]:130。
- 趣味・特技はスポーツ全般で、フットサル[25]:137やバレーボール[25]:49,132をはじめ、マラソン、ロードバイク、スキューバダイビングが好きである[26]。
- 「スポーツをしている時が、一番自分らしくいられる時間」とインタビューで語っている[26]。
- ストレス解消方法は走ることである[26]。
- 2009年1月、埼玉県からの要請を受けて、埼玉県の観光大使『埼玉応援団』（コバトン倶楽部）を、石川遼（プロゴルフ選手）、堀尾正明（フリーアナウンサー） らとともに旗揚げした[1]。
- シドニー五輪金メダリストの高橋尚子とは遠戚関係にある[27]。

## 作品

### シングル
- 「よして、よして…」（FC限定：2001年）
- その出会いのために（モーニング娘。8thアルバム「SEXY 8 BEAT」収録「モーニング娘。Featuring 吉澤ひとみ」名義で歌唱：2007年）

## 出演

### テレビドラマ
- はいからさんが通る「モーニング娘。新春! LOVEストーリーズ」（2002年1月3日、TBS） - 北小路環 役
- おれがあいつであいつがおれで「モーニング娘。サスペンスドラマスペシャル」（2002年12月28日、TBS） - 主演・斉藤一美 役
- 連続ドラマ・もっと恋セヨ乙女（2004年5月17日 - 6月24日、NHK総合） - 深沢泉 役
- 新幹線ガール（2007年7月4日、日本テレビ） - 中野ひばり 役
- やってはいけないテスト「ウソかホントかわからないやりすぎ都市伝説SP」（2009年8月10日、テレビ東京）
- ハガネの女（2010年5月21日、テレビ朝日） - 海老田リカ 役
  - ハガネの女 season2（2011年4月21日）
- 越谷サイコー（2018年2月28日、NHK BSプレミアム） - 権藤雅子 役[28]

### テレビアニメ
- きらりん☆レボリューション（2006年7月21日、テレビ東京） - 本人役 ※ゲスト出演

### レギュラー番組
- わおーん!（2008年4月9日 - 2009年3月25日、読売テレビ）
- デジスタ・ティーンズ（2010年3月31日 - 、NHK教育）
- 吉澤ひとみの「トレンド+よっすぃーナビ」（2010年10月10日 - 2013年9月29日、BS日テレ）
- 遊!Style（2012年7月14日 - 、ひかりTV）
- リトル・チャロ4 英語で歩くニューヨーク（2013年4月3日 - 12月18日、NHK Eテレ）

### その他テレビ番組
- ASAYAN内パーソナル・レボリューション（2001年10月14日 - 11月11日・7月30日 - 8月9日、テレビ東京）※石川梨華がナレーターを務める
- それゆけ!ゴロッキーズ（2003年10月14日 - 21日・11月4日 - 19日・25日 - 12月2日・9日 - 18日、テレビ東京）
- よろしく!センパイ（2003年1月9日・11日、テレビ東京）
- 二人ゴト 〜○○とあなた〜（2004年5月5日 - 11日、テレビ東京）

よっすぃ〜とあなたとして放送
- 二人ゴト 〜a close friend〜（2004年7月30日 - 8月9日・9月24日・30日、テレビ東京）

※里田まい、アヤカと出演（よしことアヤカとまいちんとして放送）
- 娘。ドキュメント2005（2005年1月19日・20日・31日・2月8日、テレビ東京）
- 娘DOKYU!（テレビ東京）

2005年5月18日 - 20日・30日 - 6月9日・7月8日 - 9月30日、ガッタスのドキュメント
2005年12月22日 - 2006年1月6日、女性らしいことに挑戦
2006年4月27日 - 5月3日、風水を学ぶ
- 歌ドキッ! 〜ポップクラシックス〜（テレビ東京）

2007年3月22日 - 26日、卒業 斉藤由貴（with 石川梨華、辻希美）
2007年4月30日 - 5月4日、Weekly DJ
2007年5月31日、シングルベッド シャ乱Q（with たいせい）
2007年6月5日、ケンとメリー 〜愛と風のように〜 BUZZ（with Ruca）
2007年6月14日、もう恋なんてしない 槇原敬之（2008年1月28日 リピートオンエアー）
2007年7月13日、ラブストーリーは突然に 小田和正（歌ドキッ!ベスト10 第3位）
2007年7月27日、明日があるさ 坂本九（with 後藤真希）
2007年8月28日、愛してる 米米クラブ（with 矢口真里）
2007年9月4日、恋人も濡れる街角 中村雅俊（with 堀内孝雄）
2007年9月11日、壊れかけのRadio 徳永英明
2007年9月21日、ただ泣きたくなるの 中山美穂
2007年9月24日、チェリー スピッツ（with 石川梨華 歌ドキッ!ベスト10 第1位）
2007年9月28日、純愛ラプソディ 竹内まりや
2007年12月4日、やったろうぜ! 音楽ガッタス
2008年1月23日、初恋 村下孝蔵（with 柴田あゆみ）
2008年1月24日、このまま君だけを奪い去りたい DEEN
2008年1月25日、君は1000% 1986オメガトライブ
2008年1月29日、歌ドキッ!プレイバック!! （Talk Day）（with アヤカ）
2008年1月30日、GET WILD TM NETWORK（with 石川梨華、アヤカ）
- サッカーFIFA女子ワールドカップ中国（フジテレビ）※ゲストコメンテーター

2007年9月11日、 日本 vs  イングランド・上海虹口足球場
2007年9月14日、 日本 vs  アルゼンチン・上海虹口足球場
2007年9月17日、 日本 vs  ドイツ・杭州黄龍体育中心
2007年9月30日、 ブラジル vs  ドイツ（決勝）・上海虹口足球場
2007年10月13日、FIFA女子ワールドカップ総集編 ※ナビゲータ
- FIFAクラブワールドカップ2007（日本テレビ）※日本応援隊

2007年12月7日、開幕前スペシャル
2007年12月7日、ワイタケレ・ユナイテッド（ ニュージーランド） vs セパハン（ イラン）・国立霞ヶ丘競技場
2007年12月13日、キックオフ直前SP
2007年12月13日、浦和レッズ（ 日本） vs ACミラン（ イタリア）・日産スタジアム
2007年12月13日、ハイライト

### 映画
- 王様ゲーム（2011年） - 永峰洋子 役

### ラジオ番組
- プッチモニダイバー（2000年6月26日 - 12月25日、TOKYO FM） - パーソナリティ：プッチモニ
- プッチモニダイバーV3（2001年1月8日 - 2002年9月26日、TOKYO FM） - パーソナリティ：プッチモニ
- プッチモニのプッチナイト（2002年2月19日 - 22日、ニッポン放送） - パーソナリティ：プッチモニ
- 吉澤ひとみの allnightnippon SUPER! 一番乗りスペシャル（2002年10月16日 - 18日、ニッポン放送）
- ヘッチャラ平家★よろしくヨッスィー（2001年10月6日 - 2002年10月5日、CBCラジオ）
- いきなりイナバ★よろしくヨッスィー（2003年4月6日 - 2004年3月27日、CBCラジオ）
- ハロプロ123!（fm osaka）

2003年4月28日 - 5月1日、パーソナリティ：吉澤・小川
2003年11月3日 - 6日、パーソナリティ：吉澤・辻・新垣
2004年1月1日 - 8日、パーソナリティ：吉澤・藤本
- しんドル:モーニング娘。の浪漫なRADIO（2004年5月6日・13日、Japan FM Network(JFN)系列） - パーソナリティ：吉澤 紺野 新垣 亀井
- TBC FUNふぃーるど・モーレツモーダッシュ（TBCラジオ）

2005年6月13日 - 24日、パーソナリティ：吉澤・藤本・村田
2006年3月13日 - 24日、パーソナリティ：吉澤・紺野・村田
2007年4月23日 - 27日・30日 - 5月4日、パーソナリティ：吉澤・田中・村田
- ハロプロやねん!（ABCラジオ）

2005年6月10日・17日・24日、パーソナリティ：吉澤・新垣・道重
2006年6月9日、パーソナリティ：吉澤・紺野・亀井・田中
2006年6月11日（朝までハロプロやねん!!）、パーソナリティ：吉澤・紺野・亀井・田中
2007年4月20日・27日、パーソナリティ：吉澤・田中・光井
2007年5月4日、パーソナリティ：吉澤
2007年8月24日・31日、パーソナリティ：吉澤・石川・里田
- ぷらっと☆ホーム（2007年3月15日・22日、MBSラジオ） - パーソナリティ：吉澤・里田・北沢
- 音楽ガッタスのGuts10☆ガッタス!!（2007年10月1日 - 2009年3月30日、CBCラジオ） - パーソナリティ：音楽ガッタス
- ヤングタウン土曜日（2009年10月 - 、MBSラジオ）
- JOGLIS+（2010年4月 - 2011年4月、TOKYO FM）
- 吉澤ひとみのスウィート・ソレイユ（2012年2月 - 2012年9月、ニッポン放送）

2012年2月から2012年9月まで産休のため芸能活動を一時的に休止していた相田翔子の代理パーソナリティを担当していた。
- 20周年モーニング娘。のMBSヤングタウン（2017年12月30日、MBSラジオ）[29] - 矢口真里・道重さゆみ・田中れいなと共演

### ラジオドラマ
- モーニング娘。の仔犬ダンの物語（2002年12月12日、ニッポン放送） - 吉澤・安倍・飯田・矢口・辻・加護
- さよなら、あした（2003年11月24日 - 27日、MBSラジオ） - 吉澤・石川
- あまやどり（2003年6月16日 - 19日、ニッポン放送） - 吉澤・飯田・藤本
- Ema（2004年1月19日 - 22日、ニッポン放送） - 吉澤・柴田・村田
- ラブリー!ミラクル・フットサル（2005年12月25日、MBSラジオ） - 吉澤・斉藤・柴田

### ラジオナレーター
- Olympic Supporter's Station＜ビハインド・ストーリー：平山相太＞（2004年5月3日、TOKYO FM）

### インターネット
- 第9回ハロプロビデオチャット（2005年5月13日、ハロー!プロジェクト on フレッツ）

### 舞台・ミュージカル
- LOVEセンチュリー 〜夢はみなけりゃ始まらない〜（2001年5月3日 - 27日、日生劇場）
- モーニング・タウン（2002年5月24日 - 6月24日、青山劇場）
- 江戸っ娘。忠臣蔵（2003年5月31日 - 6月29日、明治座）
- HELP!!熱っちぃ地球を冷ますんだっ。（2004年5月29日 - 6月13日、中野サンプラザ）
- リボンの騎士ザ・ミュージカル（2006年8月1日 - 27日、新宿コマ劇場）
- 「何日君再来」イツノヒカキミカエル（2007年5月4日 - 22日、日生劇場 / 5月25日 - 28日、シアター・ドラマシティ） - 美華 役（石川梨華とのダブルキャスト[注 2]）
- 平成レボリューション〜バック トゥ ザ・白虎隊（2007年10月3日 - 11日、全労済ホールスペース・ゼロ） - 主演
- 劇団シニアグラフィティ第7回舞台公演〜昭和歌謡シアター『オリビアを聴きながら』〜（2007年11月28日 - 12月2日、全労済ホールスペース・ゼロ）
- 朗読劇 東京アリス（2009年5月8日 - 17日、全労済ホールスペース・ゼロ）

### ライブ
- Hello! Project 2010 SUMMER 〜ファンコラ!〜（2010年7月18日 - 8月8日、4都市14公演） - MC（まことと共演）[30]
- Hello! Project 2011 WINTER 〜歓迎新鮮まつり〜 Aがなライブ/Bっくりライブ（2011年1月2日 - 23日、3都市20公演） - MC（まことと共演）
- Hello! Project 2012 WINTER 〜ハロ☆プロ天国〜 ロックちゃん/ファンキーちゃん（2012年1月2日 - 22日、3都市19公演） - MC（まことと共演）
- Hello! Project 誕生15周年記念ライブ 2013 冬 〜ビバ!〜（2013年1月13日、中野サンプラザ、朝公演） - 日替わりOGゲスト（シークレットゲスト）
- ミュージックフェスタ Vol.0 presented by SATOYAMA movement in YOKOHAMA（2013年3月2日、横浜BLITZ） - MC（タイムマシーン3号と共演）
- MUSIC FESTA Vol.1（2013年6月11日、赤坂BLITZ / 18日、なんばHatch） - ゲスト出演
- Hello! Project 2013 SUMMER COOL HELLO! 〜ソレゾーレ+（プラス）最終回スペシャル〜（2013年8月31日、ニトリ文化ホール） - MC（光井愛佳と共演）
- Hello! Project COUNTDOWN PARTY 2013 〜GOOD BYE & HELLO!〜（2013年12月31日、中野サンプラザ）[31]
- Hello! Project COUNTDOWN PARTY 2014 〜GOOD BYE & HELLO!〜（2014年12月31日、オリックス劇場・神戸国際会館こくさいホール） - MC（神戸公演、大阪公演第2部）[32]
- Hello! Project 20th Anniversary!! Hello! Project ひなフェス 2018「モーニング娘。20th Anniversary!! プレミアム」（2018年3月31日、パシフィコ横浜 展示ホールA/B） - ゲスト出演[33]
- Hello! Project 20th Anniversary!! Hello! Project 2018 SUMMER 〜ALL FOR ONE〜/〜ONE FOR ALL〜（2018年8月4日・5日・26日、中野サンプラザ、計3公演） - ゲスト出演[34]

### イベント
- ダイワハウススペシャル プロ野球オールスタースポーツフェスティバル（日本プロ野球選手会・讀賣テレビ放送主催、2012年12月6日開催、2013年1月6日に日本テレビ系列放送） - ゲスト出演

### CM
- はたちの献血キャンペーン（2008年2月3日 - 11日）

## 書籍

### 写真集
- 吉澤ひとみ写真集 よっすぃー。（2001年10月6日、ワニブックス） ISBN 4-8470-2676-4
- 吉澤ひとみ写真集 8teen（2004年3月20日、ワニブックス） ISBN 4-8470-2798-1

### 連載雑誌
- CDでーた Hello! ヨッスィー（2001年7月5日 - 2006年6月14日、角川書店）

### 単行本
- Hello! ヨッスィー（2007年4月20日、角川マガジンズ）ISBN 978-4827530513
  - 卒業直前!緊急撮り下ろしグラビア10ページ
  - 6年分の連載を一挙掲載
  - 半生を語るロングインタビュー10,000字
  - 吉澤画伯によるペインティング企画Paint! ヨッスィー
- トップスポーツビジネスの最前線2007（2007年9月20日、講談社）ISBN 978-4062820677

## 所属ユニット
- モーニング娘。（2000年 - 2007年）
- プッチモニ（2000年 - 2009年）
- シャッフルユニット
  - あか組4（2001年 T&Cボンバー解散後）
  - 10人祭（2001年）
  - セクシー8（2002年）
  - 11WATER（2003年）
  - H.P.オールスターズ（2004年）
- ビーナスムース（2002年 グリコ ムースポッキーCMキャラクター）
- モーニング娘。さくら組（2003年 - 2007年）
- Gatas Brilhantes H.P.（ガッタス ブリリャンチス H.P.）キャプテン（2003年）
- 音楽ガッタス（2007年）
- HANGRY&ANGRY（2008年 - 2012年）
- ドリームモーニング娘。（2011年 - 2012年）
- ABCHO（2012年）